# Seuffert (Orgel- und Klavierbauer)
Seuffert ist der Name einer deutsch-österreichischen Familie von Orgel- und Klavierbauern im 18. und 19. Jahrhundert.

## Würzburger Hoforgelmacher
Das Unternehmen wurde von Johann Philipp Seuffert (1693–1780) begründet, der im Jahr 1722 die Witwe des Würzburger Orgelbaumeisters Hillenbrand heiratete und dessen Geschäft übernahm. Bereits im Jahr 1731 erhielt er den begehrten Titel eines „Hoforgelmachers von Würzburg“. Er baute zahlreiche Orgeln im mainfränkischen Umfeld (z. B. in der Kirche St. Kilian Alsleben im Landkreis Rhön-Grabfeld). Sein ältester Sohn Johann Ignaz Seuffert ging als Orgelbauer nach Frankreich und ließ sich später in der Rheinpfalz als Orgelbauer nieder. Sein Sohn Franz Ignaz Seuffert (1732–1810) übernahm den väterlichen Betrieb. Dessen Sohn Franz Martin ging 1804 als Klavierbauer nach Wien, wo er eine eigene Klaviermanufaktur eröffnete. Der ältere Sohn des Franz Ignaz, Johann Philipp Albert Seuffert (1763–1834), übernahm die Würzburger Orgelbauunternehmen und führte sie bis 1834 weiter. 1836 wurde diese von Balthasar Schlimbach übernommen, der sie weiterführte.

## Orgelbau in der Rheinpfalz
Der Sohn von Johann Philipp, Johann Ignaz Seuffert, (* 1. August 1728 in Würzburg; † 4. Februar 1807 in Kirrweiler) ging als junger Orgelbauer nach Frankreich. Später ließ er sich in der Rheinpfalz Kirrweiler nieder und gründete dort eine eigene Orgelbauwerkstatt. Sein Sohn Bernhard Franz Seuffert (* 11. Januar 1873 in Kirrweiler; † 20. August 1850 in Kirrweiler) und sein Enkel Johann Franz Seuffert (* 5. September 1814 in Kirrweiler; † 14. Februar 1887 in Kirrweiler) führten die Tradition des Orgelbauers über vier Generationen weiter.

## Klaviermanufaktur in Wien
Der Sohn von Franz Ignaz, Franz Martin Seuffert (1772–1847), ging 1804 als Klavierbauer nach Wien, um sich dort als Geselle bei Anton Walter im Klavierbau weiterzubilden. In der Folge arbeitete er in der 1802 gegründeten Firma Wachtl & Comp. an der Entwicklung eines aufrecht stehenden Hammerflügels, das wegen seiner besonderen Form den anschaulichen Namen Forte=Piano en giraffe bzw. Giraffenklavier erhielt. Um das Urheberrecht an dieser Erfindung entbrannte jedoch ein Streit, infolgedessen Martin Seuffert aus der Firma ausschied und 1811 eine eigene Werkstatt eröffnete.
Nach seinem Tod im Jahr 1847 wurde sie von seinem Sohn Eduard Seuffert (1819–1855) übernommen.
Der führte in der Produktion das Prinzip der arbeitsteiligen Fertigung ein und entwickelte den Betrieb zu einem angesehenen Unternehmen, dessen Produkte bei Industrie-Ausstellungen vielfach mit Preisen ausgezeichnet wurden. Bei der ersten Weltausstellung in London, der sogenannten Great Exhibition im Jahr 1851 vertrat Eduard Seuffert als einer von insgesamt nur fünf Ausstellern den österreichischen Klavierbau.
Zwei Jahre nach Eduard Seufferts Tod im Jahr 1855 heiratete seine Witwe Rosa den bisherigen Geschäftsführer Friedrich Ehrbar, der das Unternehmen nach einer Übergangszeit unter eigenem Namen weiterführte und zu einem bedeutenden österreichischen Klavierhersteller machte.